# 圣克鲁斯-德拉谢拉 (西班牙)
圣克鲁斯-德拉谢拉，是西班牙埃斯特雷马杜拉卡塞雷斯省的一个市镇。总面积45平方公里，总人口361人（2001年），人口密度8人/平方公里。